# Penha (Rio de Janeiro)
Penha é um tradicional bairro da Zona Norte do Rio de Janeiro, pertencente à Zona da Leopoldina. Faz limites com os bairros Penha Circular e Olaria.
O bairro tem aproximadamente 100.000 habitantes e, como referência central, a Igreja da Penha, construída no alto de uma formação rochosa.
Dentro do bairro há o Complexo da Penha, que é um aglomerado de treze favelas: Morro da Fé, Paz, Sereno, Caixa d'água, Caracol, Chatuba, Grotão, Parque Proletário, Vila Cruzeiro, Merendiba e Quatro Bicas, Kelsons, Cidade nova ou estradinha. Constitui-se como o maior e um dos  mais violentos complexos de favelas do Rio de Janeiro, com uma população de aproximadamente 100.000 habitantes em uma extensão territorial de 580 mil metros quadrados. 
O bairro da Penha ergueu-se em volta do Cortume Carioca, uma indústria têxtil instalada na região. Este é um bairro predominantemente residencial, com seu centro comercial localizado nas Ruas dos Romeiros e Plínio de Oliveira, região onde se encontram grande oferta de estabelecimentos comerciais e meios de transporte diversos.
Próximo também se encontram dois shoppings: o Penha Shopping, construído onde antes era um estacionamento de veículos, e o Leopoldina Shopping, que se situam respectivamente em frente aos Supermercados Guanabara e Intercontinental. Os shoppings também apresentam diversas lojas de grandes redes comerciais, áreas de alimentação com shows ao vivo, eventos culturais e cinemas. Também podemos citar como regiões comerciais as ruas Montevidéu, atual pólo gastronômico, Rua Quito, parte inicial da Rua Conde de Agrolongo, Avenida Lobo Jr. e a Avenida Brás de Pina.
Possui uma das melhores vias de transporte do Rio de Janeiro: no bairro se localiza a Avenida Brasil, que segue por praticamente toda a costa do município, estendendo-se da Zona Oeste até o Centro, via de acesso a praticamente todo o município. Também é servida por diversas linhas de transporte coletivo, possuindo estações iniciais para a Tijuca, Zona Oeste, Zona Sul e outros municípios, como Duque de Caxias e Nova Iguaçu. Atualmente o bairro é servido pelo moderno sistema de transporte público denominado BRT (Bus Rapid Transit). 
O bairro conta com a Área de Proteção Ambiental da Fazendinha da Penha, uma unidade de conservação destinada a proteger e conservar a qualidade ambiental, próxima ao IAPI da Penha. Trata-se de um espaço verde de 150 quilômetros quadrados, mantido pela Sociedade Nacional de Agricultura, muito utilizado pela população local para práticas esportivas e passeios escolares. Uma parte do lugar é ocupado pela Universidade Castelo Branco, oferecendo cursos de graduação na área da Ciências da Saúde e do Meio Ambiente.

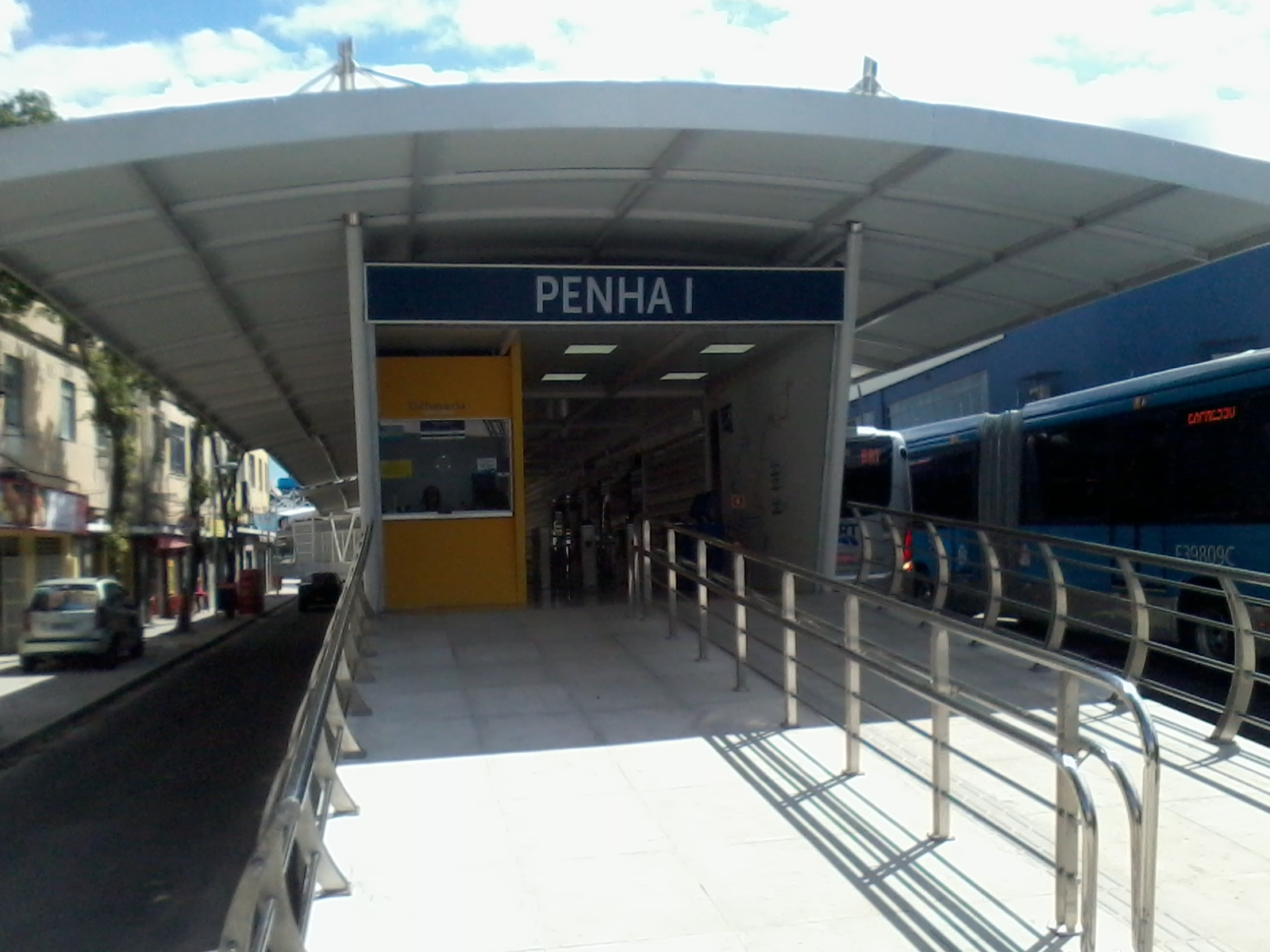
Estação BRT da Transcarioca

No bairro também passa a BRT Transcarioca, facilitando o acesso ao Aeroporto Internacional do Rio de Janeiro / Galeão – Antônio Carlos Jobim, na Ilha do Governador e ao Terminal Alvorada na  Barra da Tijuca, passando pela estação do metrô de Vicente de Carvalho, onde faz integração com o Metrô Rio. 
No transporte ferroviário, conta a Linha do Saracuruna da SuperVia, que atravessa o e o divide em duas regiões: a "zona nobre", onde tem a região residencial, o pólo gastronômico, as igrejas e templos religiosos, o IAPI da Penha, a Avenida Brasil e onde se situava o Cortume Carioca; e uma segunda região da Igreja da Penha, onde se situam as igrejas Bom Jesus e  Igreja da Penha, os Supermercados Guanabara e Intercontinental, o Hospital Getúlio Vargas, o centro comercial, os Shoppings e, mais afastado, atrás do morro da Igreja da Penha, o Complexo de Favelas da Penha. 
Do bairro surgiram os jogadores de futebol Gonçalves, o goleiro Julio Cesar, Athirson e Adriano.
Nos meses de Outubro e Novembro ocorre a Festa da Penha (no início do século XX, o primeiro samba gravado "Pelo Telefone" de Donga foi lançado nesta festa), no caminho de subida para a Igreja da Penha (ao lado do Parque Shangai. Uma festa colorida, com suas barraquinhas, músicas, venda de lembranças religiosas e alimentação típica, lembrando uma mistura de cultura nordestina com folclore caipira (Festa Junina), mas mantendo sempre um ar religioso.
Todos o Domingos de Outubro, durante Festa da Penha, capoeiristas da região realizam uma das mais tradicionais e famosas rodas de Capoeira do mundo. A Roda da Penha, que durante toda a sua história sembre contou com a presença de ilustres praticantes da arte. 
Encontra-se também o conjunto habitacional IAPI da Penha, com 1.248 unidades habitacionais divididas em 44 blocos, construído na "era Getúlio Vargas" pelo Instituto de Aposentadoria e Pensões dos Industriários, a fim de viabilizar a aquisição de moradia através de financiamento a longo prazo em favor de seus segurados. Na sua parte central encontra-se a Praça Santa Emiliana, a qual possui uma pista perimetral de 442m de extensão. 

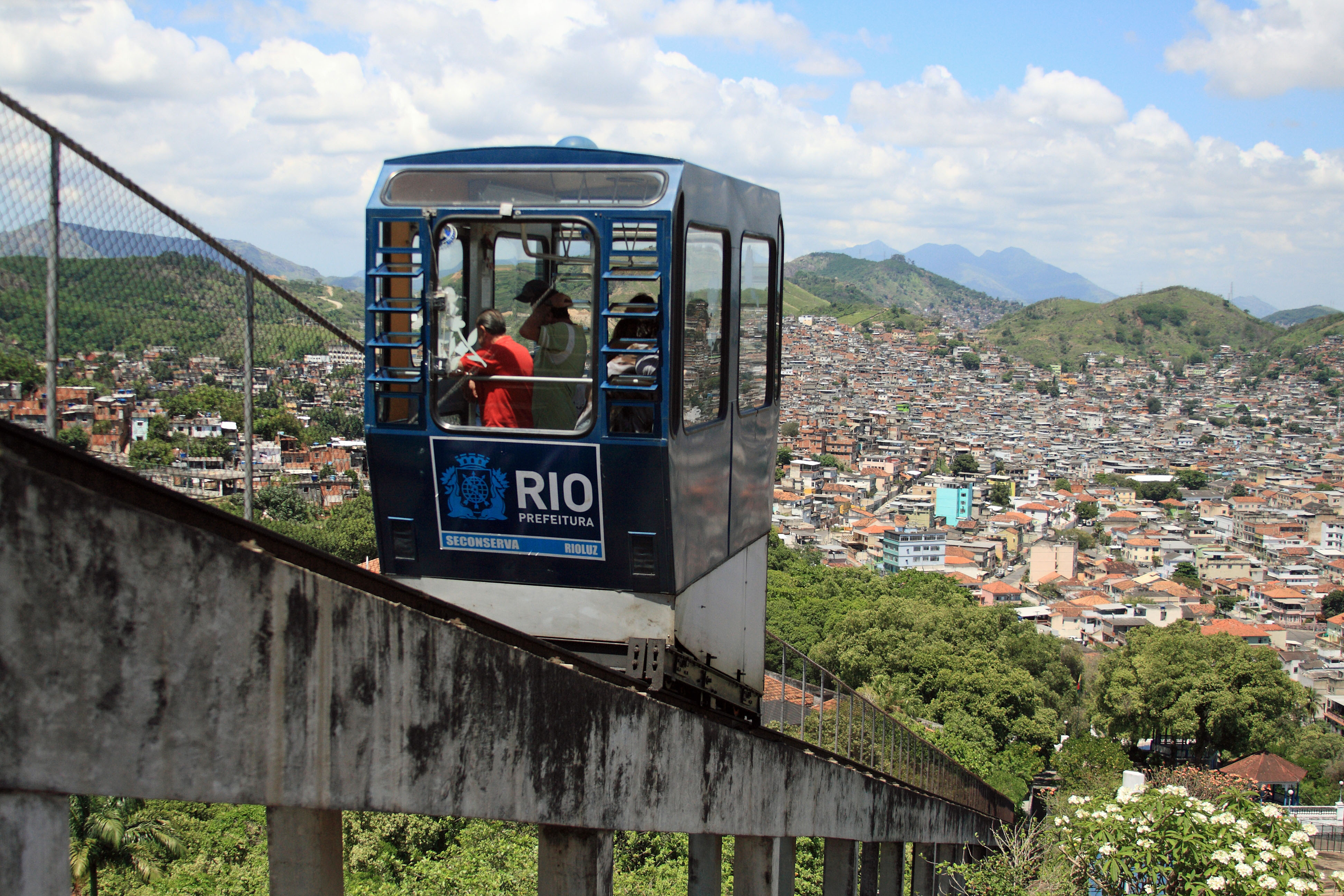
Plano inclinado da Igreja da Penha inaugurado em junho de 2012

No campo Ordem e Progresso, na Vila Cruzeiro, funcionava o espaço Criança Esperança, que foi posteriormente substituído pelo projeto IBISS.

## História

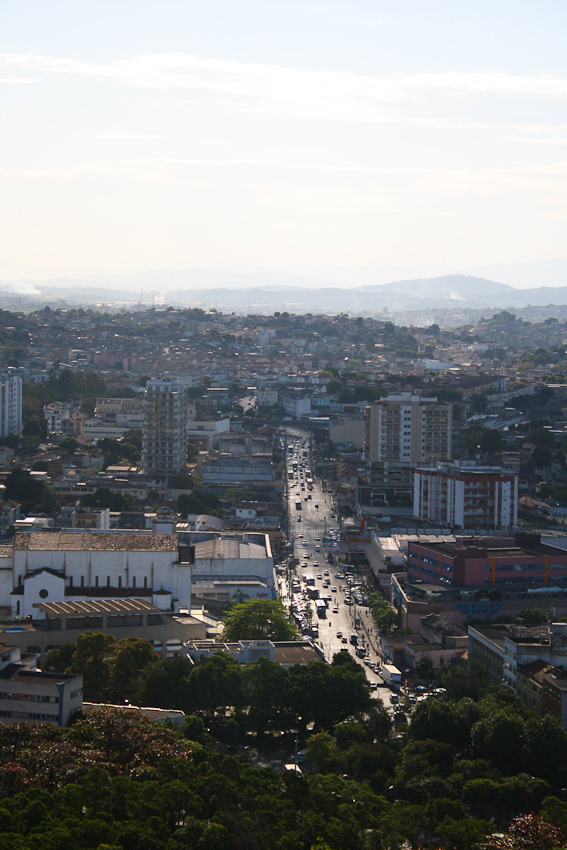
Avenida Brás de Pina vista a partir da Igreja da Penha.

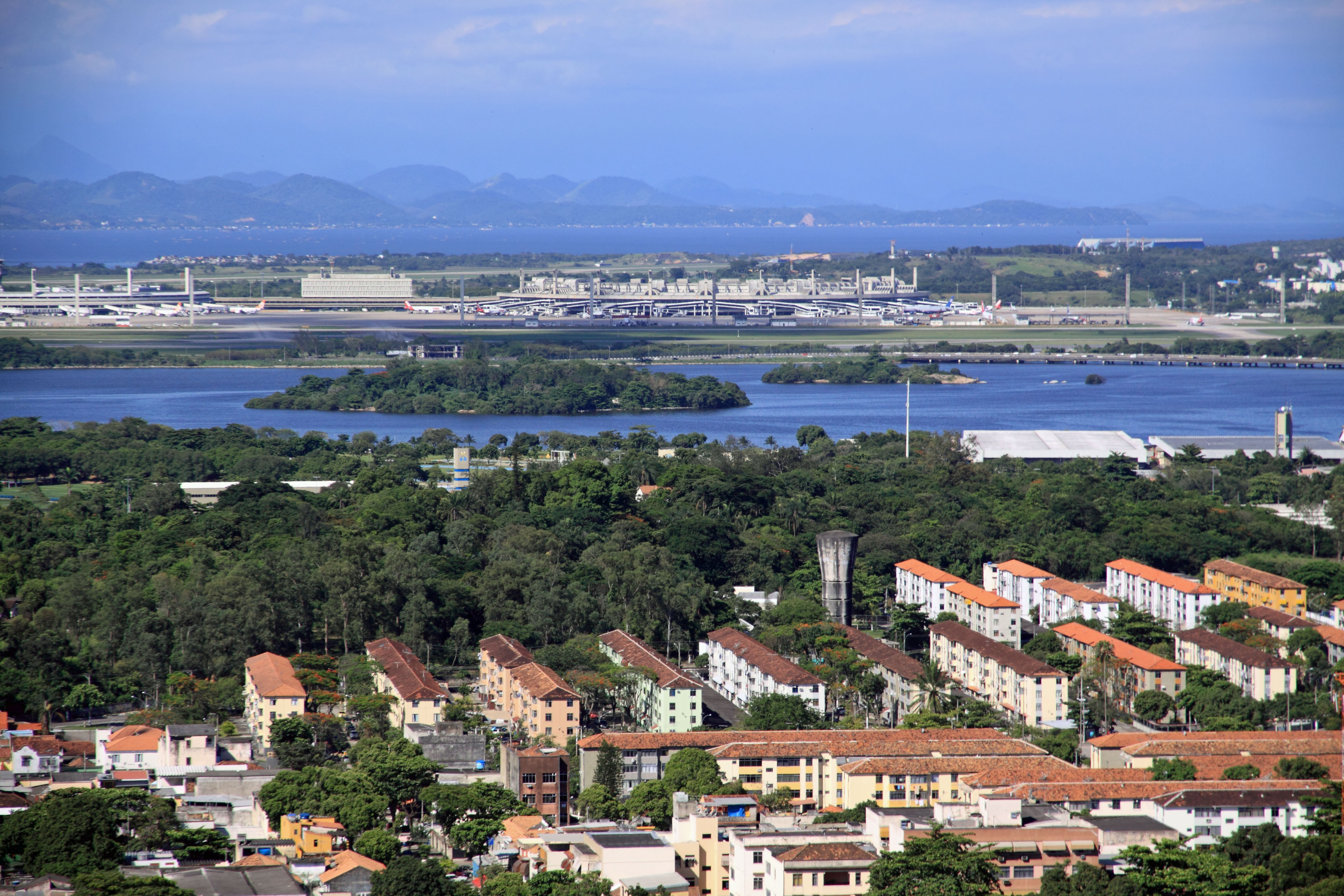
Aeroporto do Galeão visto da Igreja da Penha

Inicialmente, a Penha possuía uma região praieira, próxima ao mangue do Saco do Viegas (na altura dos viadutos Lobo Júnior e Luzitânia). A região era chamada de "MARIANGU", nome indígena de uma ave abundante no recôncavo da Baía de Guanabara. Nela surgiu o Porto de “Maria Angu” (em Olaria, no final da rua Pirangi), do qual partiam embarcações para o centro do Rio de Janeiro colonial.
Boa parte do litoral da Penha era composto por um grande manguezal (principalmente na altura da Lobo Júnior até o mercado São Sebastião), até que ocorreram os grandes e sucessivos aterros, intensificados no final da década de 1950 e começo dos anos 60. Hoje, a região praieira da Penha pertence à Marinha do Brasil, e a região da Praia da Moreninha e comunidade de pescadores (hoje este mesmo local é conhecido como favela da Kelson's ou favela da moreninha) pertencem à Penha Circular.
O povoamento do Bairro da Penha se deu em virtude da construção da Igreja da Penha, santuário situado no cima de um outeiro de pedra, na estação do subúrbio da Estrada de Ferro Leopoldina ao qual empresta o nome, próxima da estrada que, partindo da Capital, vai dar em Petrópolis.
A construção do templo data de 1635, pelo capitão Baltasar de Abreu Cardoso, senhor abastado (homem influente da cidade),  proprietário de uma grande quinta dentro da qual se achava o penhasco. Suas terras, segundo indica Vivaldo Coaracy em sua obra "O Rio de Janeiro no século 17" (p. 84),  lhe foram concedidas por sesmaria em 1613. Para Coaracy, "a devoção dos primitivos moradores do Rio de Janeiro multiplicava capelas e ermidas consagradas à Virgem Maria sob várias invocações, e aos santos de culto mais popular". Baltasar Cardoso decidiu erguer uma capela no alto do morro situado em suas terras e, em 1635, levou a efeito o seu propósito construindo ali um pequeno templo que foi a origem da Igreja de Nossa Senhora da Penha, que veio posteriormente a dar nome ao bairro.
Não muito longe, outra capela foi erguida mais ou menos pela mesma época: a de Santo António de Lisboa no Engenho da Pedra; não é conhecida a data exata da sua fundação mas existe nos livros da freguesia da Candelária o registro de um batismo ali celebrado em 1638.
A ocupação do bairro da Penha se deu em 1670, quando a Igreja da Penha foi ampliada e, cinco anos mais tarde, com a inauguração de sua longa escadaria - que dizem ter 365 degraus -, facilitou o acesso dos romeiros, que com devoção subiam, escalavrando joelhos, pagando promessas, resgatando pecados, salvando almas.
No final do Século XIX, a chamada Linha do Norte da Estrada de Ferro Leopoldina chegou à Penha e, no início do Século XX, foi a vez do bonde elétrico. A oferta de transporte só fez aumentar ainda mais o número de romeiros na região.
No dia 22 de julho de 1919, o bairro da Penha foi emancipado da Freguesia de Irajá, a partir do Decreto nº 1376.
Em 1920, do lado oposto à Igreja, foi implantado o Curtume Carioca, que com seu apito característico, chamava à obrigação do trabalho, uma indústria de curtumes, peles e comércio de couros e similares, com construção em estilo Art nouveau. Marcando o caminho da Estação Ferroviária até a sua porta, foram plantadas Palmeiras Imperiais.
O Hospital Estadual Getúlio Vargas, fundado em 3 de dezembro de 1938, e o Parque Ary Barroso se encontram em um terreno doado pela família do pioneiro Lobo Júnior, conhecido como Chácara das Palmeiras.
Reconhecido seu valor histórico e cultural para a Cidade, no mês de junho de 1990, a Igreja da Penha foi tombada mediante o Decreto Municipal nº 9413 de 1990.
Já enfrentando retração do mercado, pelo surgimento do produto sintético e em função da crise econômica vivida pelas indústrias nacionais, as atividades do Cortume foram encerradas em 1990. O epílogo da história do Cortume Carioca ocorreu em 1998, quando foi decretada a falência. Hoje as edificações foram distribuídas: o terreno na Rua Montevidéu, que antes fora o mini shopping Trapiche Carioca, se tornou templo neopetencostal; o terreno entre as ruas Montevidéu e Panamá foi dividido ao meio, e parte é templo da Igreja Universal; o prédio da Rua Quito é estacionamento e templo de uma outra igreja evangélica; a edificação da Rua do Couto, onde era antes o Centro Espírita do Doutor Fritz, se encontra parte abandonado, parte como depósito; e a edificação central, que abrange as 4 ruas, foi demolido e está em processo de conclusão da construção do Viva Penha, condomínio de 8 blocos.
A região onde hoje se encontra o Complexo de Favelas da Penha é, em parte, terreno da Igreja da Penha. Porém, na década de 60, a igreja resolveu doar definitivamente aos moradores do local, sofrendo, desde então, uma ocupação desordenada. Com o passar do tempo, diversas favelas menores foram surgindo e se fusionando, inclusive favelas de bairros vizinhos, gerando o complexo.
Surgiu no final dos anos 30, com a política promovida pelo Estado Novo de Getúlio Vargas,  de remoção de comunidades carentes e precárias localizadas em bairros mais centrais do Rio para áreas ainda não edificadas dos subúrbios. Foram criados as Vilas e Parques Proletários, incluindo o Parque Proletário da Penha. Neles, foram erguidas pelo governo habitações "provisórias" de madeira e com áreas comuns, como banheiros compartilhados. As famílias removidas eram ali assentadas, a título provisório, até que o governo entregasse apartamentos e conjuntos residenciais financiados a juros baixos.
Até os anos 70, os moradores eram proibidos pelo governo (e vigiados) de erguerem casas de alvenaria no lugar das antigas "habitações provisórias" de madeira, ou mesmo construir banheiros individuais para cada unidade. A energia elétrica era "revendida" aos moradores pela Comissão de Luz, uma espécie de associação que existia na maior parte das favelas cariocas de então, que cobrava dos moradores um valor pela luz bem mais alto do que o valor cobrado pela Light. Nos anos 80, a maior parte das habitações passaram a ser de alvenaria, a oferta de vagas nas escolas da região foi ampliada e houve uma relativa melhora nos serviços básicos, porém de forma precária. (VALLA, Victor V. Educação e Favela. Petrópolis: Vozes)
Vale lembrar que o nome "Complexo da Penha" surgiu equivocadamente em 2010, quando ocorreu a ocupação pelos militares da Vila Cruzeiro. A mídia, na época, chamou erroneamente a região de "Complexo da Penha", pois na época não tinha denominação específica, ou então era chamada de "conjunto da Vila Cruzeiro".
Hoje, o bairro da Penha encontra-se em amplo crescimento econômico e social. Estão surgindo diversos empreendimentos imobiliários residenciais e comerciais na região. Com a aprovação na câmara dos vereadores, a alteração do gabarito mudou drasticamente e incentivou a construções de prédios de até oito andares, antes era de no máximo cinco andares. Um novo pacote urbanístico mudou o padrão de construção na Penha e em bairros vizinhos. O objetivo é estimular a recuperação econômica, o que ocasionou na valorização dos preços dos imóveis. Com isso, está surgindo um novo perfil comercial no bairro.

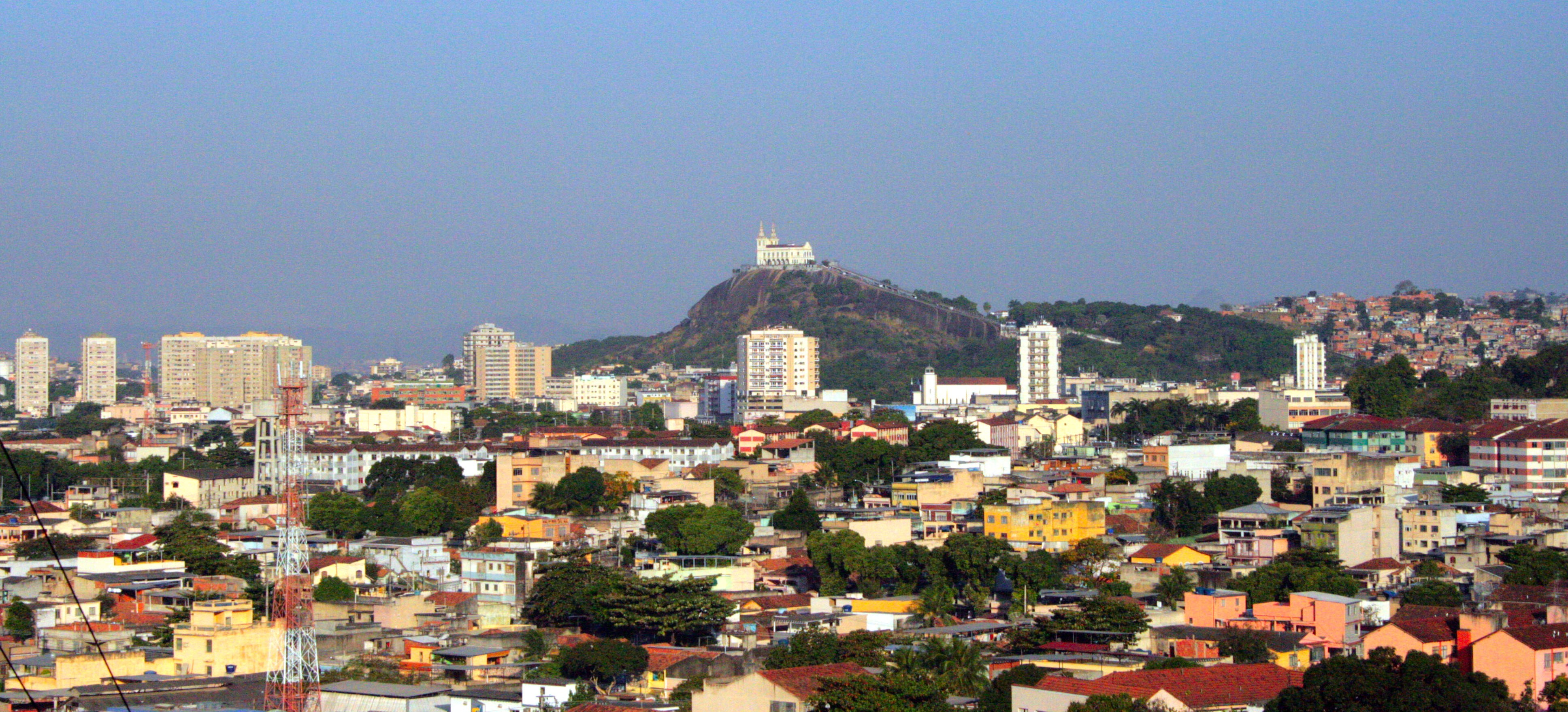
Vista do bairro da Penha e de Igreja de Nossa Senhora da Penha de França.

## Lugares relevantes
- Shoppings: Penha Shopping e Leopoldina Shopping.
- Parques: Shanghai e Ari Barroso
- Colégios: Colégio Nossa Senhora da Penha, Colégio Estadual Heitor Lira, Colégio São Fabiano, Cento educacional HALTEC, GAU Sistema de Ensino, E. M. Eurico Dutra, E. M. Conde de Agrolongo, Esil Educacional, Colégio Filadelfo Azevedo, Lumar, C. E. Gomes Freire de Andrade, E. M. Leonor Coelho Perreira, E. M. Monsenhor Rocha, Gama e Souza, E. M. Cientista Mário Kroeff, entre outros, Ciep/E. M. Gregório Bezerra.
- Igrejas: Igreja N. S. da Penha, Igreja Bom Jesus, Igreja N. S. da Cabeça, ADVEC, Igreja Assembleia de Deus na Penha, entre outras.
- Clubes: Centro Cívico Leopoldinense, 30 de Maio, Coimbra, Greip da Penha.
- Feiras Livres: da Belisário Pena, da Macapuri.
- Mercados: Prezunic, Guanabara, Intercontinental (em três localidades), Supermarket e o Super Prix.
- Praças: Pan-americana, Santa Emiliana (do IAPI da Penha), Caí, Portugal, São Lucas,etc.
- Comércio:  Rua dos Romeiros, Montevidéu, Avenida Brás de Pina, Rua Nicarágua, Rua Honório Bicalho, Rua Conde de Agrolongo (parte), Av. Lobo Jr.
- Total de Creches e escolas (incluindo auto-escola, escolas de musicas e todos os tipos de forma de aprendizagem) (2000): 307